# Kastvapen
Kastvapen är vapenprojektiler (kastprojektiler) som med handkraft kastas eller slungas iväg, samt handsvingade kastverktyg. 
Mekaniskt projektilvapen är kastvapen som  kastar en projektil med hjälp av mekanik.
Kastprojektiler består i sin enklaste form av stenar i olika storlekar.

## Typexempel
| - Sten - Kastspjut - Kastkniv - Kastyxa - Kaststjärna (shuriken) - Brännflaska (molotovcocktail) - Handgranat | - Slunga (handslunga) - Kastträ (spjutslunga) | - Katapult - Blida (motviktsslunga, trébuchet) |